# Disonorata (senza colpa)
Disonorata (senza colpa) è un film italiano del 1954 diretto da Giorgio Walter Chili.

## Trama
Amedeo Cupiello, sottocapo di marina alla Capitaneria di Napoli, è fidanzato con Lucia, impiegata presso il commerciante Potzios. Amedeo ha fatto amicizia con un collega, un certo Vesulich.
L'Italia è ufficialmente neutrale durante lo scoppio della seconda guerra mondiale e Vesulich collabora segretamente con la Gran Bretagna. Accade una sera che una fregata tedesca, ancorata al largo di fronte a Napoli, salta in aria, in seguito a bombardamento aereo. Gli agenti del controspionaggio perquisiscono gli uffici di Potzios e avendo trovato dei frammenti di carte compromettenti arrestano Lucia e Amedeo. Quest'ultimo viene liberato poco dopo, mentre Lucia resta in carcere scopre di essere incinta e dà alla luce un bambino.

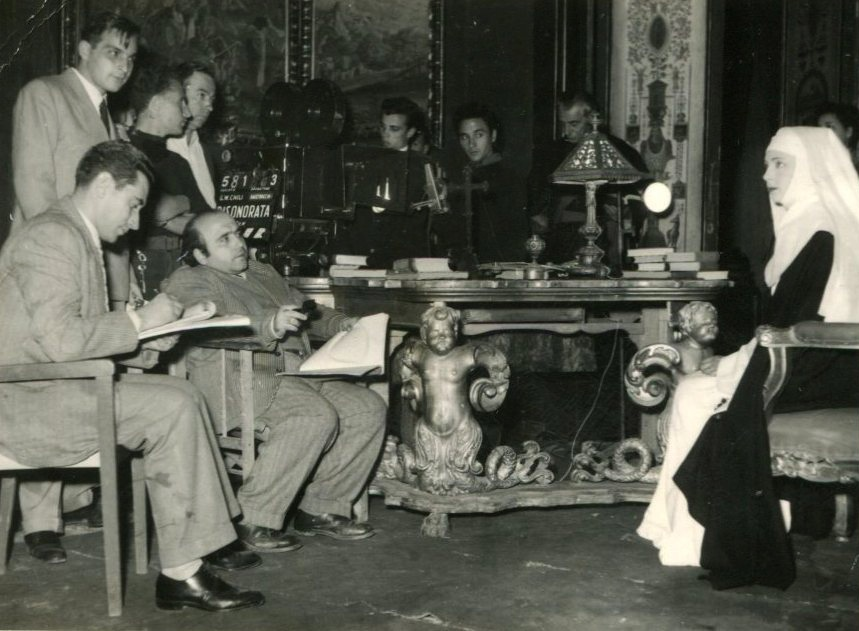
Foto tratta dal set del film

## Produzione
La pellicola è ascrivibile al filone drammatico-sentimentale, comunemente detto strappalacrime (e poi ribattezzato neorealismo d'appendice dalla critica), molto in voga tra il pubblico italiano in quegli anni.

## Distribuzione
La pellicola fu distribuita nel circuito cinematografico italiano a partire dal 28 agosto del 1954.